# Białogard (stacja kolejowa)
Białogard – stacja kolejowa w Białogardzie, w województwie zachodniopomorskim, w Polsce. Według klasyfikacji PKP ma kategorię dworca regionalnego.

## Ruch pasażerski
| Rok  | Wymiana pasażerska na dobę |
| ---- | -------------------------- |
| 2017 | 1 300                      |
| 2022 | 1 600                      |

## Perony
Część pasażerska składa się z 3 peronów (peron nr 1 – jednokrawędziowy, nr 2 i nr 3 – dwukrawędziowe) połączonych przejściami podziemnym i nadziemnym, częściowo zadaszonych.

## Połączenia
- Białystok
- Bielsko-Biała
- Bydgoszcz
- Ełk
- Gdańsk
- Gdynia
- Gliwice
- Katowice
- Kołobrzeg
- Koszalin
- Kraków
- Lublin
- Lubliniec
- Łeba
- Olsztyn
- Ostrów Wlkp.
- Piła
- Poznań
- Przemyśl
- Racibórz
- Rzeszów
- Słupsk
- Stargard
- Szczecin
- Szczecinek
- Świdwin
- Ustka
- Warszawa
- Wrocław

## Galeria

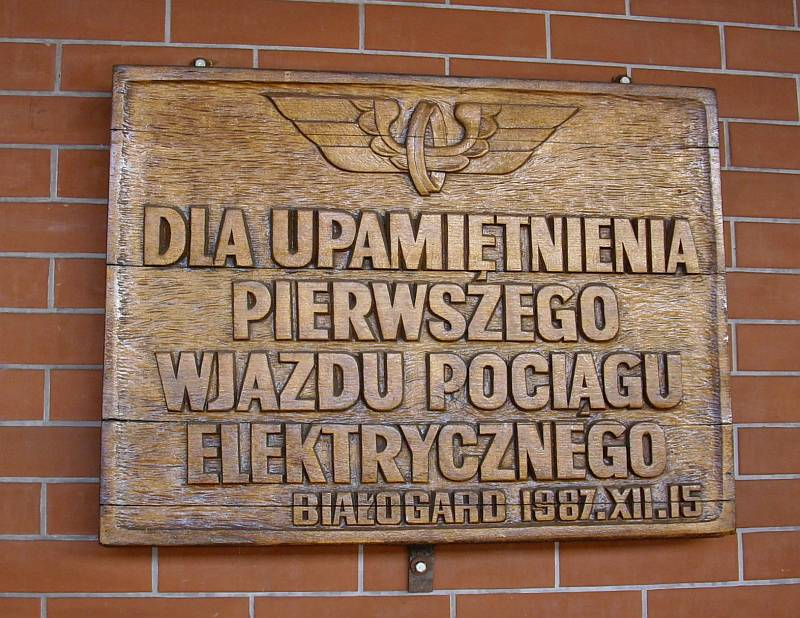
Tablica pamiątkowa na murze budynku dworca upamiętniająca elektryfikację kolei
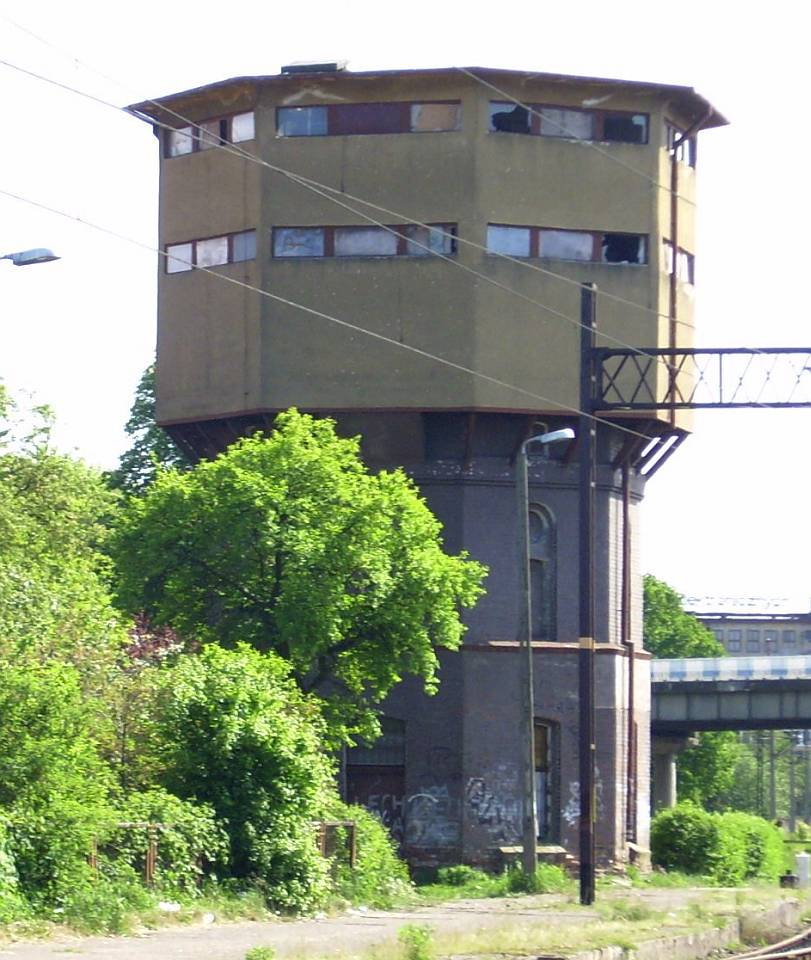
Wieża ciśnień przy południowym krańcu stacji kolejowej (rozebrana w 2013)
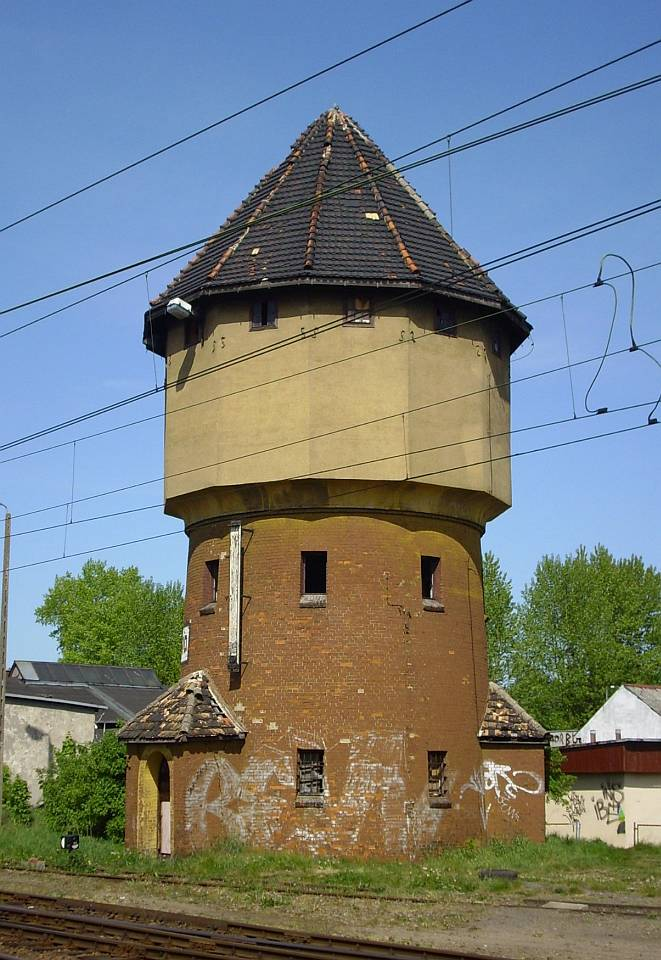
Wieża ciśnień przy północnym krańcu stacji kolejowej (rozebrana w 2012)